# Waterville, Kansas
Waterville är en ort i Marshall County i Kansas. Vid 2020 års folkräkning hade Waterville 658 invånare.